# Ikhwān al-Ṣafāʾ

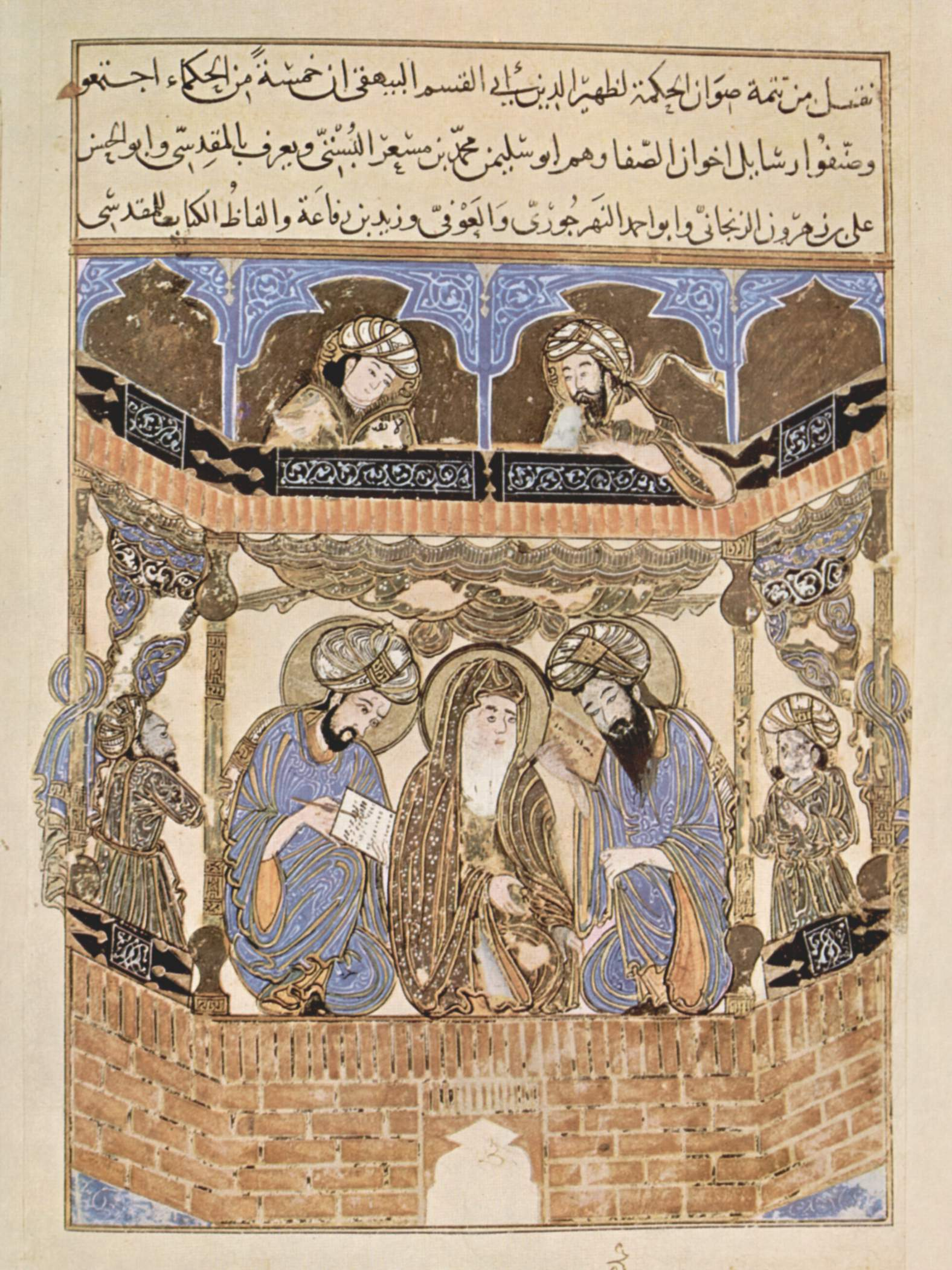
Manoscritto miniato arabo del XII secolo del Ṣiwān al-ḥikma di Abū Sulaymān al-Sijistānī, ritraente i Fratelli della Purezza (Ikhwān al-Ṣafāʾ).

I Fratelli della Purezza (in arabo إخوان‌ الصفاء‎?, Ikhwān al-Ṣafāʾ; o Fratelli della Purezza) furono una società segreta islamica dell'VIII o del X secolo, il cui campo d'indagine era la filosofia e la cui città di elezione era Bassora (Baṣra), nell'attuale Iraq.
La struttura di questa organizzazione e l'identità dei suoi membri non sono mai stati chiari.
Il loro insegnamento esoterico e la filosofia sono esposte in uno stile epistolario nella loro Enciclopedia dei Fratelli della Purezza (Rasāʾil Ikhwān al-Ṣafāʾ), un gigantesco compendio di 52 epistole che hanno influenzato grandemente le successive enciclopedie del mondo islamico. Un grande impegno scientifico è stato dispiegato da studiosi musulmani e occidentali per identificare i nomi dei Fratelli e il secolo in cui essi hanno operato.

## Nome
La frase araba Ikhwān aṣ-Ṣafāʾ è un'abbreviazione dell'espressione Ikhwān al-ṣafāʾ wa khillān al-wafāʾ wa ahl al-ḥamd wa abnāʾ al-majd (إخوان الصفاء وخلان الوفا وأهل الحمد وأبناء المجد‎), che significa "Fratelli della Purezza, Amici Leali, Gente della Lode [a Dio] e Figli della Gloria") e che viene normalmente tradotta tanto "Fratelli della Purezza" quanto "Fratelli della Sincerità".
Un'ipotesi avanzata da Ignác Goldziher, e più tardi ripresa da altri, tra cui Philip Khuri Hitti nella sua Storia degli Arabi, è che l'espressione provenga da una storia del Panchatantra ed esattamente dal Kalila wa Dimna, in cui un gruppo di animali, agendo da fratelli sinceri (ikhwān aṣ-ṣafāʾ), sfuggono a un cacciatore.
La storia narra di una tortora e di suoi simili che rimangono invischiati in una rete di un cacciatore di uccelli. Insieme essi si liberano grazie a un topo che si trovava nei pressi, tanto gentile da rosicchiare la rete che li intrappolava. Impressionato dall'altruistico slancio del topo, un corvo diventa amico del topo. Subito una tartaruga e una gazzella si uniscono del pari alla compagnia di quegli animali. Dopo qualche tempo, la gazzella resta imprigionata da un'altra rete; con l'aiuto degli altri e del buon topo, la gazzella è presto liberata, ma la tartaruga non riesce a fuggire abbastanza velocemente e cade preda anch'essa del cacciatore. Nel finale, la gazzella ripaga la tartaruga offrendosi come esca, distraendo il cacciatore mentre il topo e gli altri liberano la tartaruga. Dopo di ciò, gli animali sono chiamati "Fratelli della Sincerità" (Ikwhān al-Ṣafāʾ).
Il racconto è ricordato come esempio quando i Fratelli delle Purezza parlano di mutuo aiuto in una risāla (epistola), parte cruciale del loro sistema di valori etici che fu in tal modo riassunto:

## Convegni
I Fratelli si riunivano regolarmente su un tema prefissato. Gli incontri sembra avessero luogo durante tre giorni ogni mese: uno, in cui si presentavano relazioni orali, il secondo giorno in cui venivano trattati temi di astronomia e di astrologia, con l'oratore e l'uditorio orientati verso la Stella polare, mentre la terza giornata, il 25 di ogni mese, era riservata alla recitazione di testi di contenuto filosofico. Durante i loro convegni e forse anche durante le tre feste che tenevano nelle date in cui il Sole entrava astrologicamente nei segni zodiacali dell'Ariete, del Cancro e della Bilancia (ma anche durante l'equinozio di primavera, nel solstizio d'estate e nell'equinozio d'autunno). A parte le consuete lezioni e discussioni, essi avrebbero seguito in qualche modo una liturgia che ricordava quella dei Sabei di Harran.